# NGC 409
NGC 409 (други обозначения – ESO 352 – 12, MCG −6-3-23, PGC 4132) е елиптична галактика (E) в съзвездието Скулптор.
Обектът присъства в оригиналната редакция на „Нов общ каталог“.